# Мобёж (кантон)
Мобёж (фр. Maubeuge) — кантон во Франции, находится в регионе О-де-Франс, департамент Нор, округ Авен-сюр-Эльп.

## История
Кантон образован в результате реформы 2015 года. В его состав вошли отдельные коммуны упраздненных кантонов Мобёж-Нор и Мобёж-Сюд.

## Состав кантона
В состав кантона входят коммуны (население по данным Национального института статистики за 2017 г.):
- Асеван (1 825 чел.)
- Берсийи (252 чел.)
- Беттиньи (310 чел.)
- Буссуа (3 231 чел.)
- Виллер-Сир-Николь (978 чел.)
- Вьё-Рен (848 чел.)
- Гони-Шоссе (752 чел.)
- Жёмон (10 159 чел.)
- Лувруаль (6 481 чел.)
- Марпан (2 748 чел.)
- Мерьё (735 чел.)
- Мобёж (29 944 чел.)
- Ферьер-ла-Гранд (5 301 чел.)
- Элем (980 чел.)

## Политика
На президентских выборах 2022 г. жители кантона отдали в 1-м туре Марин Ле Пен 36,9 % голосов против 27,8 % у Жана-Люка Меланшона и 18,5 % у Эмманюэля Макрона; во 2-м туре в кантоне победила Ле Пен, получившая 57,0 % голосов. (2017 год. 1 тур: Марин Ле Пен – 35,0 %,  Жан-Люк Меланшон – 24,6 %, Эмманюэль Макрон – 15,6 %, Франсуа Фийон – 12,1 %; 2 тур: Ле Пен – 50,6 %. 2012 год. 1 тур: Франсуа Олланд — 30,8 %, Марин Ле Пен — 25,4 %, Николя Саркози — 20,6 %; 2 тур: Олланд — 55,8 %).
С 2021 года кантон в Совете департамента Нор представляют вице-мэр города Мобёж Николя Леблан (Nicolas Leblanc) (Республиканцы) и мэр коммуны Берсийи Мари-Поль Руссель (Marie-Paule Rousselle) (Разные правые).
|                | Кандидаты                       | Партия                   | Первый тур | Первый тур     | Второй тур | Второй тур |
| Кол-во голосов | Кандидаты                       | Партия                   | % голосов  | Кол-во голосов | % голосов  |            |
| -------------- | ------------------------------- | ------------------------ | ---------- | -------------- | ---------- | ---------- |
|                | Николя Леблан Мари-Поль Руссель | Правый блок              | 3 447      | 34,80          | 6 207      | 64,23      |
|                | Жан-Клод Бове Шанталь Майё      | Национальное объединение | 2 829      | 28,56          | 3 456      | 35,77      |
|                | Бенуа Куртен Анни Фонтен        | Левый блок               | 2 532      | 25,56          |            |            |
|                | Корин Деро-Музен Жан-Пьер Ромбо | Разные правые            | 1 098      | 11,08          |            |            |

|                | Кандидаты                          | Партия                  | Первый тур | Первый тур     | Второй тур | Второй тур |
| Кол-во голосов | Кандидаты                          | Партия                  | % голосов  | Кол-во голосов | % голосов  |            |
| -------------- | ---------------------------------- | ----------------------- | ---------- | -------------- | ---------- | ---------- |
|                | Арно Деканьи Франсуаза Дель Пьеро  | Правый блок             | 4 750      | 27,83          | 9 211      | 57,66      |
|                | Луи-Арман де Бежарри Анжелина Мишо | Национальный фронт      | 5 758      | 33,74          | 6 764      | 42,34      |
|                | Филипп Дронсар Натали Монфор       | Социалистическая партия | 3 947      | 23,13          |            |            |
|                | Арно Бокель Фатиа Касими           | Левый фронт             | 1 999      | 11,71          |            |            |
|                | Мартин Дюпон Брюно Монтмори        | Крайне левые            | 611        | 3,58           |            |            |